# Quasispermophorella neuropunctata
Quasispermophorella neuropunctata är en insektsart som först beskrevs av Peter Esben-Petersen 1917. 
Quasispermophorella neuropunctata ingår i släktet Quasispermophorella och familjen Berothidae. Inga underarter finns listade i Catalogue of Life.